# Pavel Pinighin
Pavel Pinighin (n. 12 martie 1953, raionul Ciurapcea⁠(d), RSFS Rusă, URSS) este un luptător ce a reprezentat URSS, medaliat olimpic. A participat la două ediții ale Jocurilor Olimpice (1976, 1980) în care a câștigat o medalie de aur.

## Participări
Lista de mai jos prezintă principalele competiții la care a participat Pavel Pinighin de-a lungul carierei.
- wrestling at the 1976 Summer Olympics – men's freestyle 68 kg[*]